# Ron Holland

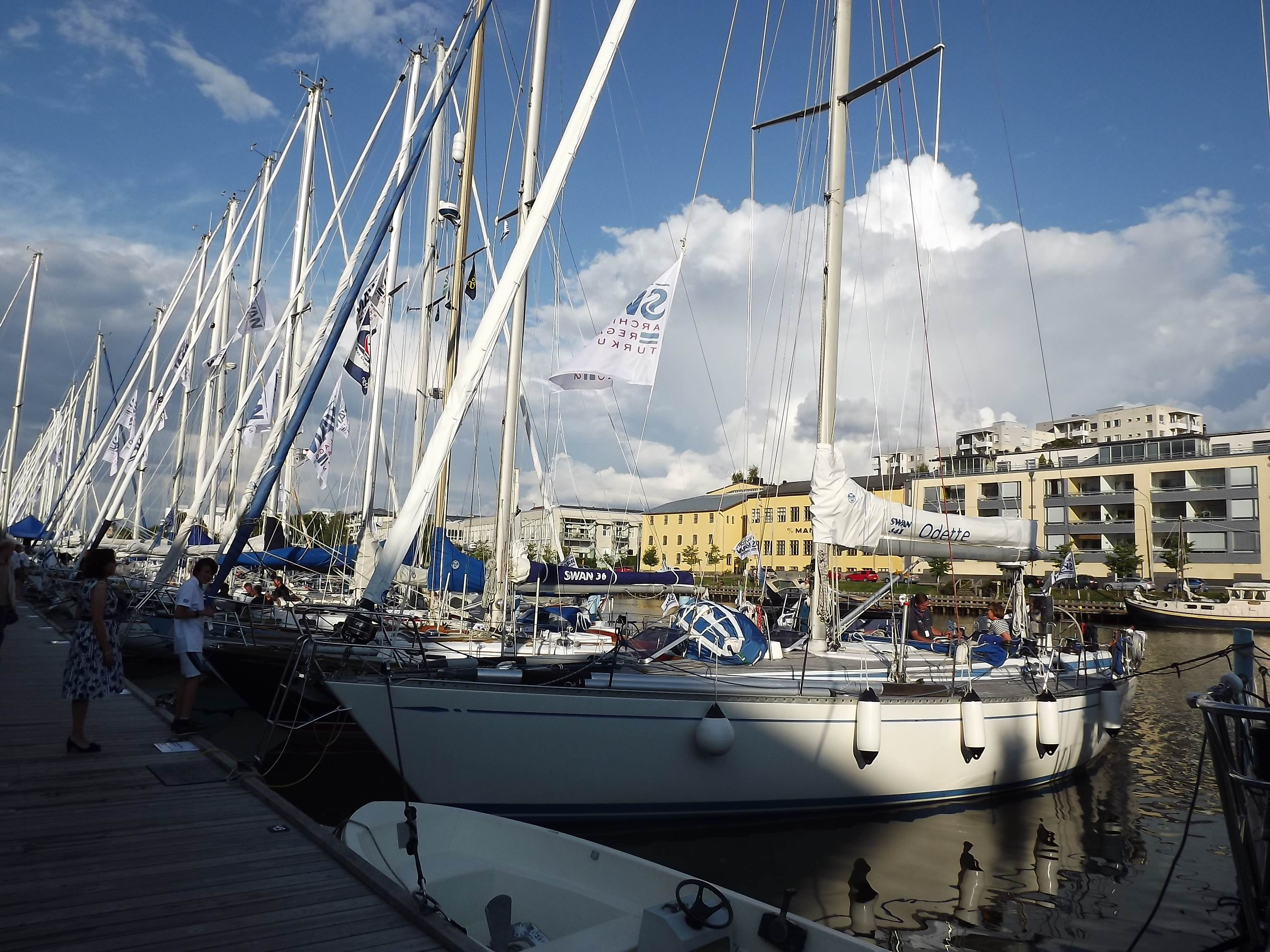
En Swan 441 (närmast) under en träff för Swan-seglare. Modellen tillverkades i 45 exemplar 1979–1982.

Ron Holland, född 1947, är en båtkonstruktör och seglare från Nya Zeeland. Han har bland annat konstruerat båttypen 11:Metre och flera framgångsrika havskappseglare. För Nautor ritade han Swan-båtar i storleksordningen 39–44 fot kring 1980, vilka byggdes i sammanlagt drygt 200 exemplar.

## Konstruktioner
- Omega 30, Omega 34, Omega 36 och Omega 46
- Mirabella V